# Peter Mark Richman
Peter Mark Richman, született Marvin Jack Richmann (Philadelphia, Pennsylvania, 1927. április 16. – Los Angeles, Kalifornia, 2021. január 14.) amerikai színész.

## Fontosabb filmjei
Mozifilmek
- Szemben az erőszakkal (Friendly Persuasion) (1956)
- The Strange One (1957)
- Girls on the Loose (1958)
- Fekete orchidea (The Black Orchid) (1958)
- The Murder Men (1961)
- Agent for H.A.R.M. (1966)
- For Singles Only (1968)
- Judgement Day (1988)
- Péntek 13. – VIII. rész: Jason Manhattan-ben (Friday the 13th Part VIII: Jason Takes Manhattan) (1989)
- Csupasz pisztoly 2 és 1/2 (The Naked Gun 2½: The Smell of Fear) (1991)
- 4 Faces (2001)
- Biliárd életre-halálra (Poolhall Junkies) (2002)
- After the Wizard (2011)
- Mysteria (2011)

Tv-filmek
- Dempsey – A szorító hőse (Dempsey) (1983)

Tv-sorozatok
- Cain's Hundred (1961–1962, 30 epizódban)
- Alkonyzóna (The Twilight Zone) (1964, egy epizódban)
- The F.B.I. (1965–1974, nyolc epizódban)
- Támadás egy idegen bolygóról (The Invaders) (1967–1968, két epizódban)
- Longstreet (1971–1972, 21 epizódban)
- San Francisco utcáin (The Streets of San Francisco) (1973, egy epizódban)
- Petrocelli (1975, egy epizódban)
- Dallas (1978, egy epizódban)
- Greatest Heroes of the Bible (1978–1979, nyolc epizódban)
- Starsky és Hutch (Starsky and Hutch) (1979, egy epizódban)
- Charlie angyalai (Charlie's Angels) (1979, egy epizódban)
- Dinasztia (Dynasty) (1981–1984, 29 epizódban)
- Santa Barbara (1984, 28 epizódban)
- Knight Rider (1984–1985, két epizódban)
- Szerelemhajó (The Love Boat) (1985, egy epizódban)
- T. J. Hooker (1986, egy epizódban)
- Gyilkos sorok (Murder, She Wrote) (1986, egy epizódban)
- Defenders of the Earth (1986, hang, 31 epizódban)
- Star Trek: Az új nemzedék (Star Trek: The Next Generation) (1988, egy epizódban)
- Batman (1994, hang, egy epizódban)
- Pókember (Spider-Man: The Animated Series) (1996, hang, két epizódban)
- Superman (1999, hang, egy epizódban)
- Batman of the Future (2000, hang, egy epizódban)